# U Gotta Feel Me
U Gotta Feel Me è il secondo album di Lil' Flip, pubblicato il 30 marzo 2004 per le label Suckafree, Sony Music Urban e Columbia.

## Informazioni
L'album è suddiviso in due dischi, il primo contenente 12 tracce e il secondo 9 tracce. Il secondo CD contiene 2 tracce in versione Chopped and screwed.
Gran parte dei rap per ospiti del disco sono quelli ai cui lavori Flip contribuì di suo negli anni precedenti: David Banner (questi ha partecipato a due tracce dell'album, Represent e Ain't No Nigga), i Three 6 Mafia, Ludacris, Cam'ron e Jim Jones, rapper questi ultimi due appartenenti allora entrambi al gruppo dei Diplomats. Ma vi sono anche artisti con cui Flip lavora per la prima volta, quali la cantante R&B Lea, Baby D, Pastor Troy, Killer Mike e Butch Cassidy.
I due singoli estratti, entrambi di grande successo, sono Game Over (Flip) e Sunshine con Lea. Tali hit furono i primi due singoli del rapper a entrare nella Billboard Hot 100, nonché gli unici, raggiungendo rispettivamente le posizioni n.15 e n.2.
Sono anche stati realizzati videoclip per le tracce The Ghetto e Ya'll Don't Want It con Jim Jones, le quali tuttavia non sono singoli ufficiali.

## Classifica
Con questo album Lil'Flip riscosse allora enorme fama, ancor più che con Undaground Legend. Ancora oggi è questo il lavoro più fruttuoso della sua carriera. Il disco raggiunse la posizione n.4 all'interno della Billboard 200 il 17 aprile 2004, rimanendo in quella classifica per 31 settimane consecutive; nella Top R&B/Hip-Hop Albums arrivò invece alla posizione n.2 il 1 maggio e ci rimase per 34 settimane. Il 18 agosto venne certificato disco di platino per avere venduto oltre un milione di copie negli USA.
| Classifica                                                  | Posizione massima |
| ----------------------------------------------------------- | ----------------- |
| Billboard 200 31 settimane                                  | 17 aprile 2004: 4 |
| Billboard Top R&B/Hip-Hop Albums 34 settimane               | 1º maggio 2004: 2 |
| Certificazione RIAA                                         |                   |
| 4 maggio 2004: Disco d'oro 18 agosto 2004: Disco di platino |                   |

## Ripubblicazioni
Dato il suo grande successo in tutta la nazione, U Gotta Feel Me fu meno di due mesi dopo la sua data di uscita ripubblicato in versione Chopped and screwed, ad opera di Paul Wall, raggiungendo la posizione n.42 nella Top R&B/Hip-Hop Albums.

## Tracce

### Disco 1
| #  | Titolo                     | Featuring                         | Durata |
| -- | -------------------------- | --------------------------------- | ------ |
| 1  | "I Came to Bring the Pain" | Ludacris, Tity Boi & Static Major | 4:47   |
| 2  | "The Ghetto"               | —                                 | 2:22   |
| 3  | "Bounce"                   | —                                 | 4:31   |
| 4  | "All I Know"               | Cam'ron                           | 2:56   |
| 5  | "Game Over (Flip)"         | —                                 | 3:52   |
| 6  | "Sun Don't Shine"          | —                                 | 3:25   |
| 7  | "Represent"                | David Banner & Three 6 Mafia      | 4:32   |
| 8  | "Rags 2 Riches"            | Will-Lean                         | 4:09   |
| 9  | "Ain't No Party"           | Will-Lean                         | 3:46   |
| 10 | "Check (Let's Ride)"       | —                                 | 3:48   |
| 11 | "Dem Boyz"                 | —                                 | 4:04   |
| 12 | "Sunshine"                 | Lea                               | 3:45   |

### Disco 2
| # | Titolo                                 | Featuring                                         | Durata |
| - | -------------------------------------- | ------------------------------------------------- | ------ |
| 1 | "Ya'll Don't Want It"                  | Jim Jones                                         | 4:51   |
| 2 | "We Ain't Playin'"                     | Pastor Troy, Baby D, Killer Mike & Shawty Beezlee | 4:36   |
| 3 | "U Neva Know"                          | Butch Cassidy                                     | 4:08   |
| 4 | "Throw Up Yo' Hood"                    | —                                                 | 3:20   |
| 5 | "Drugz [Screwed & Chopped]"            | —                                                 | 4:36   |
| 6 | "Where I'm From"                       | Grafh, Gravy & Will-Lean                          | 4:59   |
| 7 | "Dem Boyz [Remix] [Screwed & Chopped]" | Skillz                                            | 5:16   |
| 8 | "What's My Name"                       | —                                                 | 5:13   |
| 9 | "Ain't No Nigga"                       | David Banner                                      | 3:36   |

## Critica
| Recensione su   | Giudizio |
| --------------- | --- |
| All Music Guide | link |
| Rap Reviews     | 7,5/10 link                                                                                                   |
| Rolling Stone   | link |
| Vibe            | http://books.google.com/books?id=tSYEAAAAMBAJ&pg=PA159&dq=revolutions&lr=&as_pt=MAGAZINES&hl=fr&rview=1&cd=15 |